# Laphria luctuosa
Laphria luctuosa là một loài ruồi trong họ Asilidae. Laphria luctuosa được Macquart miêu tả năm 1847. Loài này phân bố ở vùng nhiệt đới châu Phi.